# Chiers
Chiers (germană Korn; luxemburgheză: Kuer) este un râu afluent al râului Meuse din Ardeni, cu cursul prin Luxemburg, Franța, și Belgia. Chiers traversează localitățile Rodange, Athus (Aubange), Longwy, Longuyon, Rouvroy, Montmédy, Carignan și la Bazeilles, lângă Sedan se varsă în Meuse.